# Meeresfrüchte

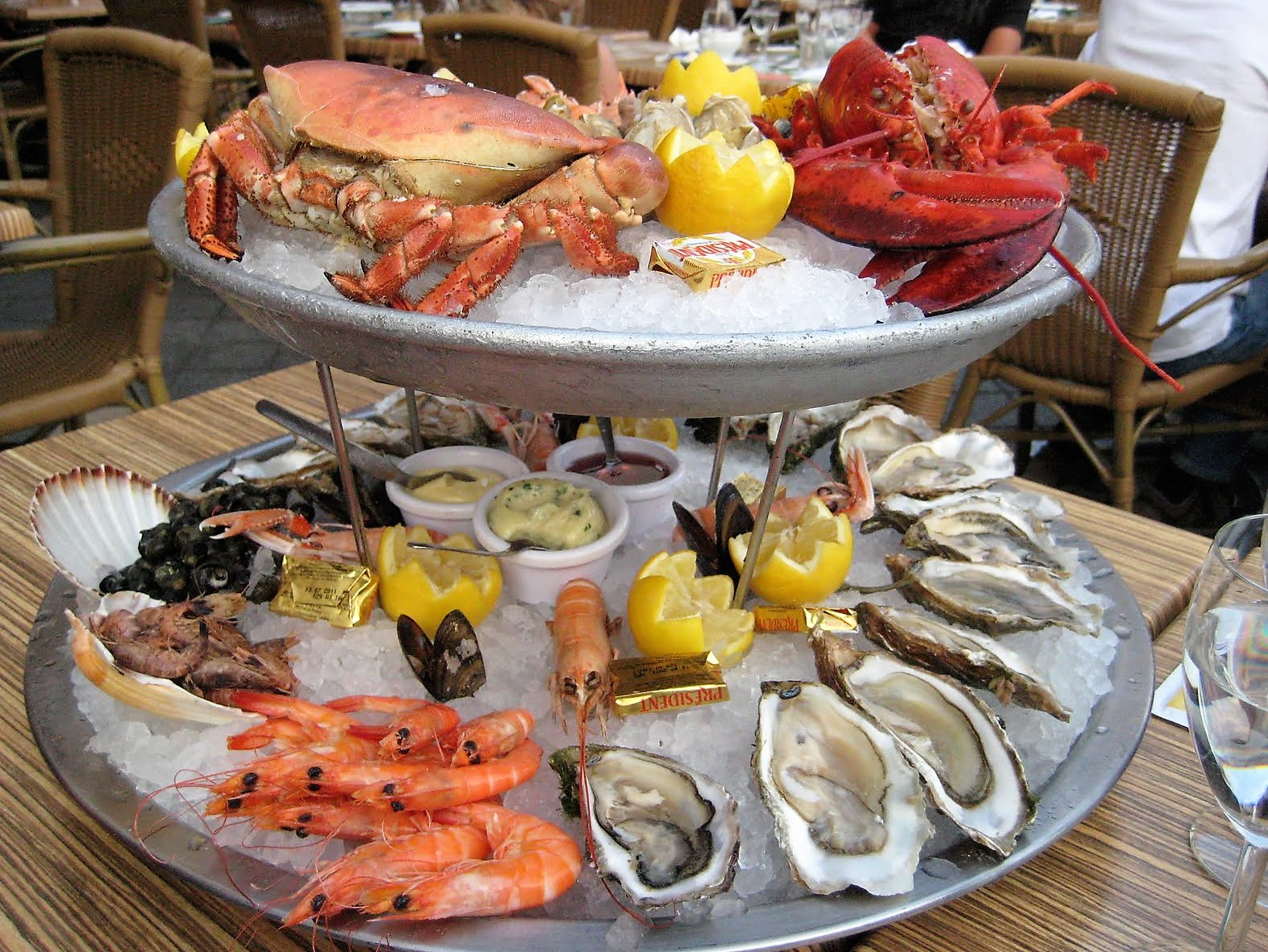
Verzehrfertige Meeresfrüchte in Tours, Frankreich

Als Meeresfrüchte bezeichnet man in der Regel essbare Meerestiere, die keine Wirbeltiere sind. Sie können Fang- oder Zuchtprodukte sein. Der Begriff ist eine Lehnübersetzung des italienischen frutti di mare.

## Definition
Es gibt unterschiedliche Definitionen:
- Im engeren Sinne werden nur Weichtiere so genannt, die wie Früchte gepflückt werden können, also Muscheln, Wasserschnecken und Seeigel.[2][3] Am Meer werden sie oft roh gegessen.[2]
- Im verbreiteteren weiteren Sinn, werden auch Tiere, die gefangen werden müssen, so genannt: Tintenfische und Kalmare sowie Krustentiere (Krabben, Garnelen, Langusten und Hummer).[4][5][6][7]

Der englische Begriff seafood ist noch weiter gefasst: Er umfasst alle essbaren Tiere und Pflanzen aus dem Meer, also auch Fische, Meeressäuger und Algen.

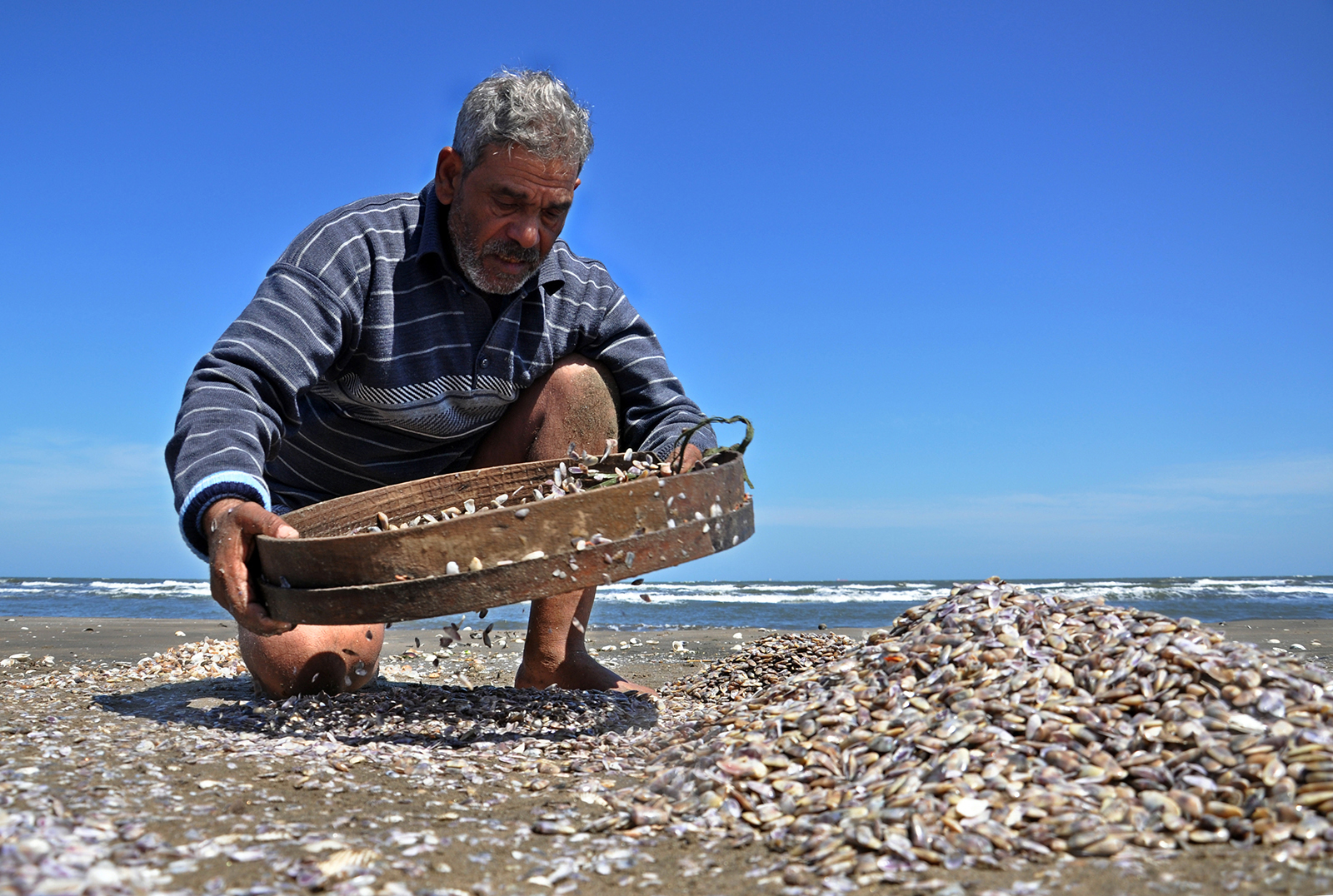
Muscheln sammeln in Port Said (Ägypten)
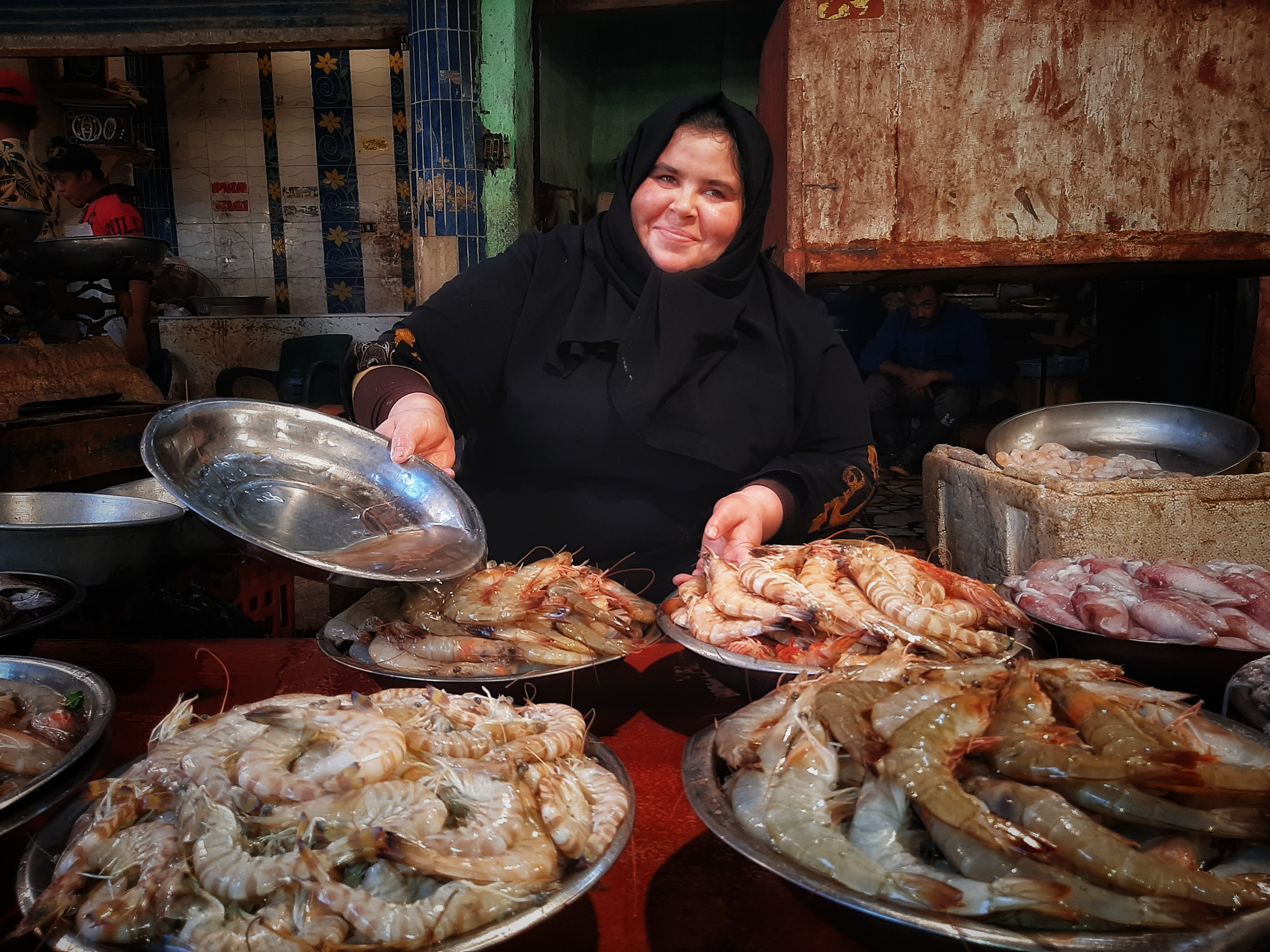
Meeresfrüchteverkäuferin in Ägypten
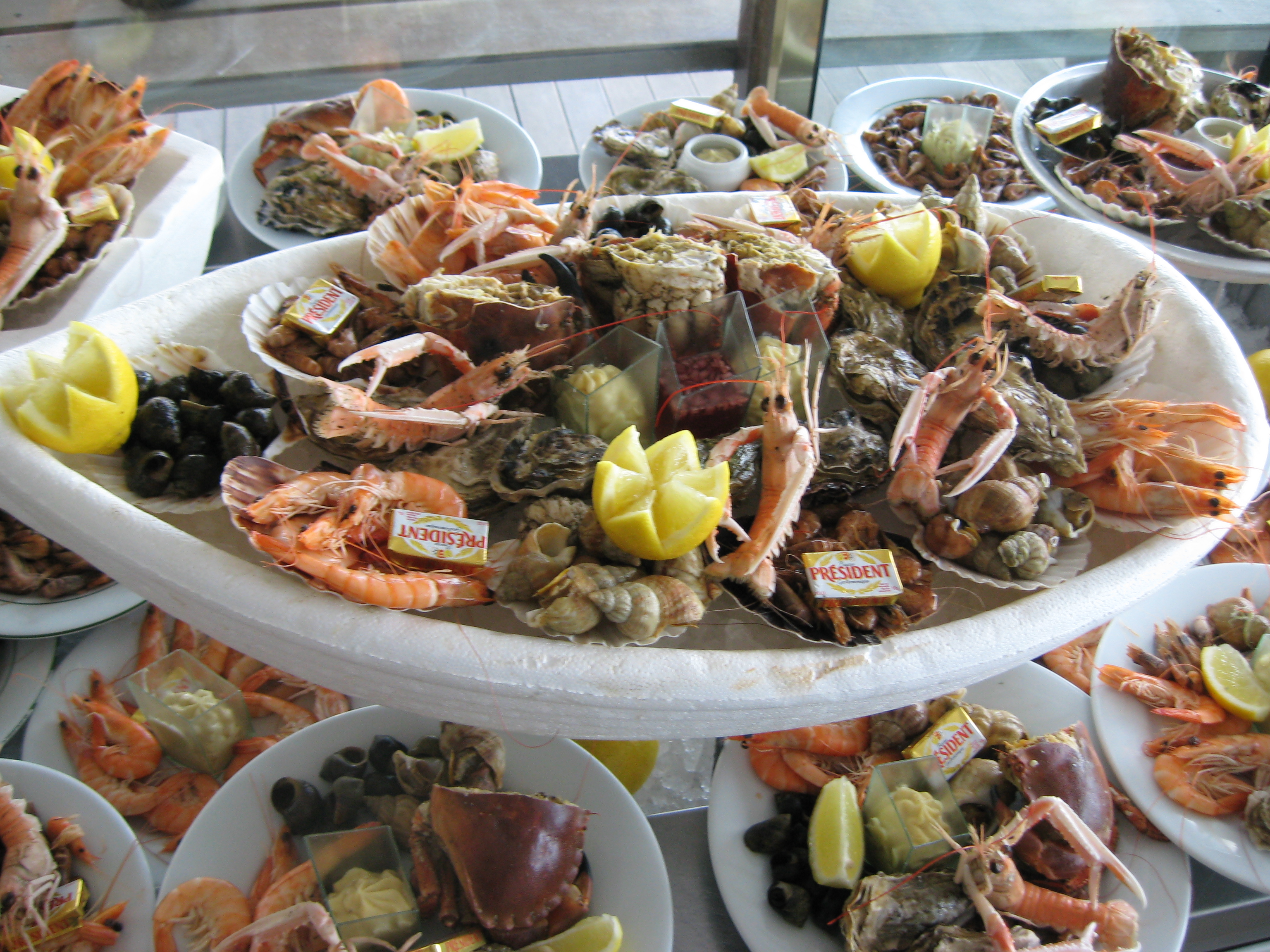
Verzehrfertige Meeresfrüchte in Étretat, Normandie/Frankreich
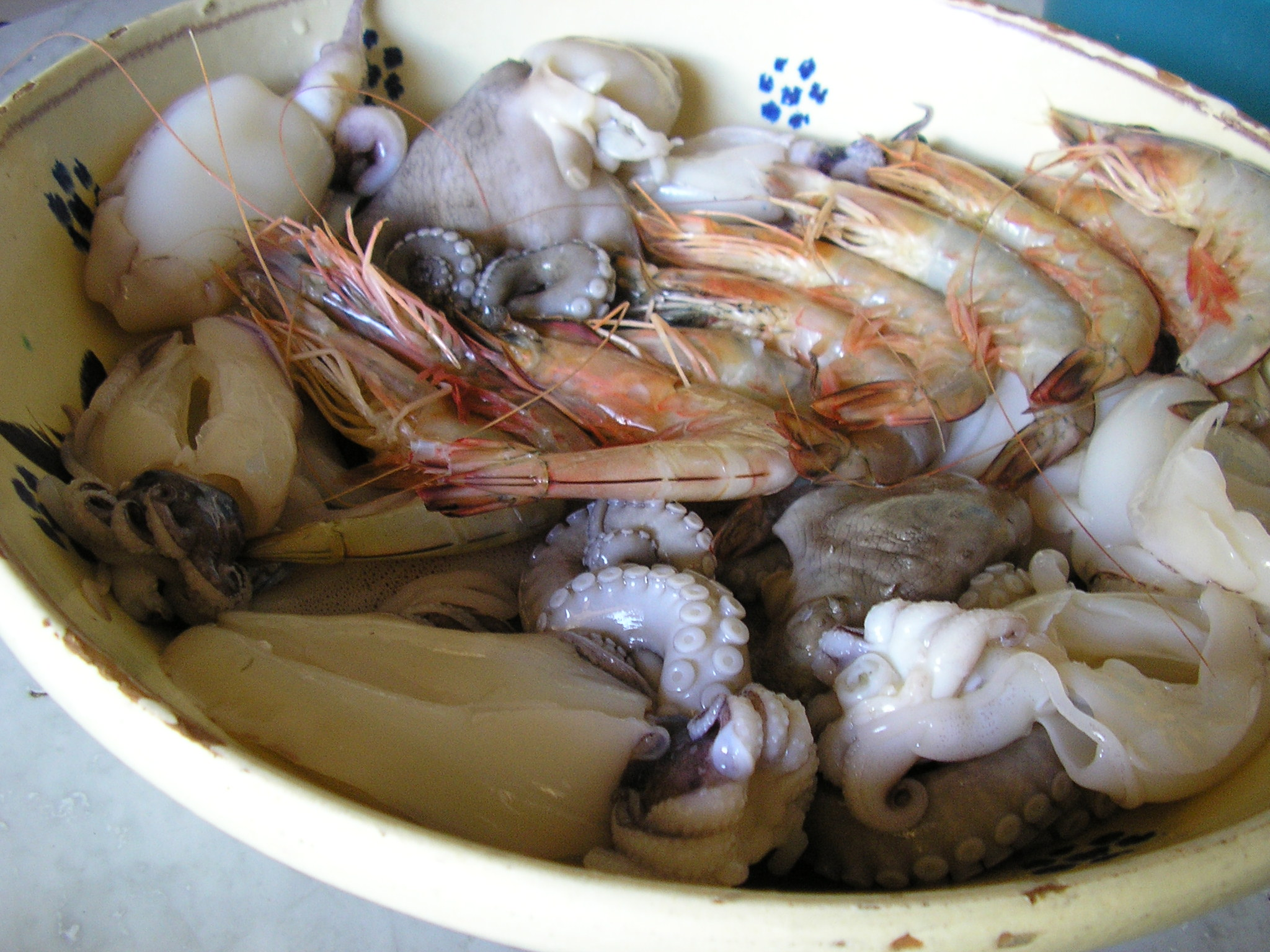
Teller mit rohen Meeresfrüchten
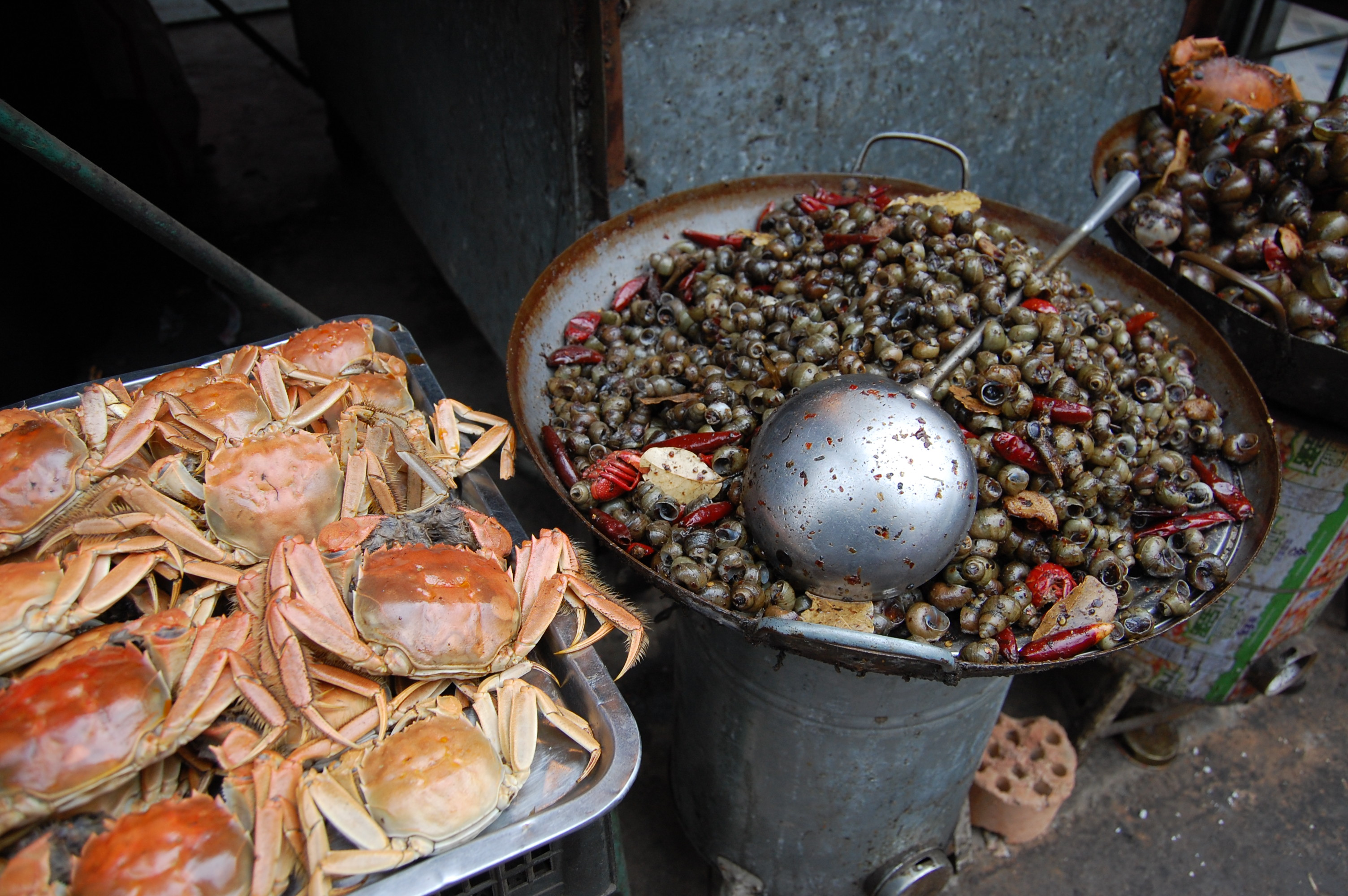
Krebse und Schnecken: Meeresfrüchte in China